# 裘元伦
裘元伦（1938年5月—），浙江慈溪人，中国社会科学院欧洲研究所前任所长，欧盟问题专家，中国欧洲学会会长。

## 生平
1938年5月，出生于浙江省慈溪。
1950年-1956年，就读于浙江省余姚市第二中学。
1956年-1960年，就读于上海社会科学院贸易经济系。
1960年-1993年，先后任职于中国科学院经济研究所，中国科学院世界经济所和中国社会科学院世界经济政治研究所。
曾任职于中国驻波恩（德国）使馆。
曾作为访问学者赴德国基尔大学世界经济研究所交流研究。
1988年-1993年，担任中国社会科学院世界经济政治所副所长。
1993年-2000年，担任中国社会科学院欧洲所所长。
现担任中国社会科学院学术委员会委员和中国欧洲学会会长。

## 著述
- 《稳定发展的联邦德国经济》
- 《欧元》
- 《经济全球化与中国国家利益》
- 《欧洲前途系于联合与改革》
- 《欧盟对华长期政策与中欧经贸关系》（合著）
- 《西欧国家的农业工业化》（译著）